# Telamoptilia tiliae
Telamoptilia tiliae är en fjärilsart som beskrevs av Tosio Kumata och Ermolaev 1988. Telamoptilia tiliae ingår i släktet Telamoptilia och familjen styltmalar. Inga underarter finns listade i Catalogue of Life.